# Wildcat's Revenge
Pour les articles homonymes, voir Wildcat.
Wildcat's Revenge est un parcours de montagnes russes en bois du parc Hersheypark, situé à Hershey, en Pennsylvanie, aux États-Unis. Elles ont ouvert le 26 mai 1996 sous le nom de Wildcat et sont les premières montagnes russes construites par la société Great Coasters International. Elles étaient nommées d'après les premières montagnes russes de Hersheypark ; le Wild Cat original a fonctionné de 1923 à 1945.
Le 8 juillet 2022, Hersheypark annonce la fermeture de l'attraction programmée pour le 31 juillet de la même année. Le 2 novembre 2022, le parc annonce la transformation de Wildcat en Wildcat's Revenge par Rocky Mountain Construction. L'ouverture est prévue pour l'été 2023.

## Parcours
Comme sur beaucoup d'autres parcours de montagnes russes de Great Coasters International, la première descente de Wildcat est en courbe. Le parcours a une hauteur de 32,3 mètres, une longueur de 970,3 mètres et les trains atteignent une vitesse maximale de 80,5 km/h. Le parcours se trouve sur une colline.

## Trains
Wildcat a deux trains de douze wagons. Les passagers sont placés à deux sur un rang pour un total de vingt-quatre passagers par train. Ce sont des trains Millenium Flyer.
À l'origine, Wildcat avait des trains construits par la Philadelphia Toboggan Company. Ils avaient six wagons de quatre places. Ils ont été remplacés par les nouveaux trains pour la saison 2007.